# Glipidiomorpha rufiterga
Glipidiomorpha rufiterga là một loài bọ cánh cứng trong họ Mordellidae. Loài này được Lu & Fan miêu tả khoa học năm 2000.